# Bezden
Bezden – nieistniejąca obecnie wieś nad rzeką Bezden (obecnie Przezno) między Toniami a Krowodrzą, dziś teren osiedla (dawne osiedle XXX-lecia PRL) Krowodrza Górka, na północny zachód od Krakowa, w powiecie krakowskim.
Pierwotnie własność klasztoru Cystersów w Jędrzejowie, następnie własność miasta Krakowa.
W roku 1166-7 Jan Gryfita arcybiskup gnieźnieński nadaje klasztorowi jędrzejowskiemu między innymi kupioną przez siebie wieś Bezden, a biskup krakowski Gedko nadaje klasztorowi dziesięcinę między innymi w tej wsi (Kod. Dypl.Małopolski, T. 2 s.374) – jest to fałszerstwo oparte na zapiskach klasztornych, biskup krakowski Gedko podczas konsekracji klasztoru świątyni nadaje klasztorowi jędrzejowskiemu dziesięcinę między innymi we wsi Bezden (Kod.Dypl Małopolski T.2, s. 380 – kolejne fałszerstwo oparte na nieznanym tekście.
W 1210 biskup krakowski Wincenty Kadłubek potwierdza klasztorowi jędrzejowskiemu posiadanie dziesięcin z nadań swoich poprzedników i transumuje dokument biskupa krakowskiego Gedki (Kodeks Dypl. Małop, T. 2 s.380 – falsyfikat z końca XIII wieku)
Rok 1256 Bolesław Wstydliwy zwalnia mieszkańców wsi klasztornych Jędrzejów, w tym Bezden, od ciężaru zwanego stan (Kod. Dypl.Małop, T. 1 s.43).
Rok 1261 tenże Bolesław Wstydliwy nadaje mieszczaninowi krakowskiemu Rinoldowi wieś Bezden, uzyskaną od klasztoru jędrzejowskiego za Rudniki i Sudoł.
Rok 1262 tenże nadaje klasztorowi jędrzejowskiemu część wsi Sudoł i wieś Rudniki w zamian za Bezden., położony „iuxta Cracoviam”, darowany klasztorowi przez fundatora arcybiskupa Jana. Książę nadaje obecnie tę wieś mieszczanom krakowskim.
W latach 1470–1480 Bezden wymieniony wśród pierwotnego uposażenia klasztoru jędrzejowskiego (Długosz L.B. T.III s.376).